# Kasevälja
Kasevälja est un village de 45 habitants de la Commune de Iisaku du Comté de Viru-Est en Estonie. 